# Чжан Мэнъэр
Чжан Мэнъэ́р (кит. упр. 张梦儿, пиньинь Zhāng Mèngér; род. 22 апреля 1987 или 1987, Нанкин) — китайская актриса, наиболее известна по роли Сюй Сялинь в фильме кинематографической вселенной Marvel «Шан-Чи и легенда десяти колец» (2021).

## Ранние годы
Чжан выросла в Нанкине, её мать была актрисой, а отец сценограф. Чжан с детства увлекалась театральным искусством и прежде чем стать профессиональной актрисой, играла в театральных и музыкальных постановках в Нанкине и Шанхае. В 2009 году Чжан окончила Нанкинский университет искусств со степенью бакалавра, также училась в театральной школе East 15 в Эссексе и ГИТИС.

## Карьера
В 2009 году Чжан участвовала в китайском телевизионном конкурсе вокалистов Super Girl и вошла в число 20 лучших участников по стране. Позже Чжан играла во многих театральных постановках. В 2013 году Чжан сыграла главную роль Ло Янь в китайской адаптации южнокорейского мюзикла «В поисках мистера Судьба». В 2017 сыграла роль Наканиси Акибу в китайской адаптации «The Street of Dawn», а также роль Доджер в постановке «Приключения Оливера Твиста». В 2019 году сыграла в «In The Mood For Sorrow», за эту роль была номинирована на премию «Лучшая женская роль» на 13-м Международном музыкальном фестивале в Тэгу.
В 2020 году в декабре было объявлено об участии Чжан в голливудском фильме «Шан-Чи и легенда десяти колец», это была её дебютная роль в кино. В 2022 Чжан присоединилась к актёрскому составу сериала от студии Netflix «Ведьмак» в 3 сезоне в роли охотницы по имени Мильва.

## Фильмография

### Актёрские работы
| Год  | Заголовок                     | Роль       | Примечания |
| ---- | ----------------------------- | ---------- | ---------- |
| 2021 | Шан-Чи и легенда десяти колец | Сюй Сялинь |            |
| 2023 | Ведьмак                       | Мильва     | 3 сезон    |

### Театр
| Год  | Заголовок                                 | Роли        | Примечания                                  |
| ---- | ----------------------------------------- | ----------- | ------------------------------------------- |
| 2013 | В поисках судьбы《寻找初恋》              | Луо Ян      | адаптация фильма «В поисках мистера Судьба» |
| 2014 | Удивительное путешествие кролика Эдварда  |             |                                             |
| 2016 | Луна и грош                               |             |                                             |
| 2017 | Приключения Оливера Твиста                | Доджер      |                                             |
| 2019 | In The Mood For Sorrow 《马不停蹄的忧伤》 | Линь Баошэн |                                             |